# 100308 ČAS
100308 ČAS è un asteroide della fascia principale. Scoperto nel 1995, presenta un'orbita caratterizzata da un semiasse maggiore pari a 2,2223011 UA e da un'eccentricità di 0,0734860, inclinata di 6,05220° rispetto all'eclittica.